# Phytoecia icterica
Phytoecia icterica är en skalbaggsart som först beskrevs av Johann Gottlieb Schaller 1783.  Phytoecia icterica ingår i släktet Phytoecia och familjen långhorningar.
Artens utbredningsområde är:
- Frankrike.
- Kazakstan.
- Portugal.
- Ukraina.

Inga underarter finns listade i Catalogue of Life.

## Bildgalleri

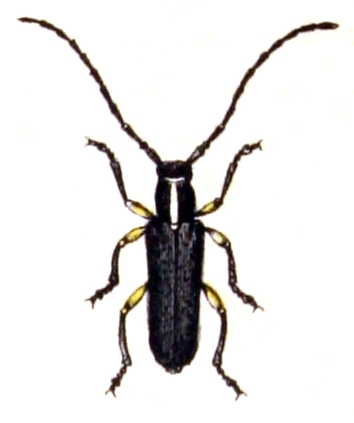